# Луальди, Адриано
Адриано Луальди (итал. Adriano Lualdi; 22 марта 1885, Ларино — 8 января 1971, Милан) — итальянский композитор, музыкальный педагог, дирижёр и политик.
Учился в Консерватории Санта-Чечилия в Риме у Станислао Фальки, затем в Венецианской консерватории у Эрманно Вольфа-Феррари. Окончив курс в 1907 г., до Первой мировой войны работал, главным образом, как оперный дирижёр: сперва как помощник Пьетро Масканьи в Милане, затем с 1908 г. в Модене; к этому периоду относится работа Луальди над его первой одноактной оперой, «Свадьба Ауры» (итал. Le nozze di Haura, на сюжет из древнеегипетской жизни), в 1914 г. принятой к постановке Эрнстом фон Шухом в Дрездене, — из-за начала войны премьера не состоялась, и опера впервые увидела сцену, в переработанном виде, в 1943 году. Из ранних сочинений Луальди известна также симфоническая поэма «Сказание о старом мореходе» (итал. La leggenda del vecchio marinaio; 1910, по одноимённому стихотворению Сэмюэла Кольриджа), написанная под влиянием Клода Дебюсси.
В годы войны Луальди работал над двумя операми — комической «Яростью Арлекина» (итал. Le Furie di Arlecchino) и трагической «Царской дочерью» (итал. La Figlia del re, на сюжет из «Махабхараты»). Вторая из них была в итоге поставлена в 1922 году в туринском Королевском театре под руководством Туллио Серафина; к этому времени Луальди уже работал над следующей оперой, «Чёрт на колокольне» (итал. Il Diavolo nel campanile; по одноимённому рассказу Эдгара По), поставленной в 1925 году в театре Ла Скала (дирижёр Витторио Гуи). На протяжении 1920-х гг. Луальди также много работал над вокальными сочинениями (на стихи Сапфо, Анджело Полициано, Ады Негри и др.), написал скрипичную сонату. Одновременно Луальди выступал как музыкальный критик, сотрудничая с газетами Il Secolo (1923—1927) и Corriere della Sera (1927—1932), написал также ряд пропагандистских брошюр, начиная с книги «Искусство и режим» (итал. Arte e regime; 1927). В 1927 г. был одним из организаторов выставки «Итальянская музыка XX века» (итал. Mostra del Novecento musicale italiano) в Болонье, проходившей под патронатом Бенито Муссолини. В 1930 г. вместе с Альфредо Казеллой Луальди организовал Венецианский фестиваль современной музыки в составе Венецианской биеннале и был его президентом до 1936 г.
Среди важнейших работ Луальди 1930-х гг. — «Роза Сарона» (итал. La Rosa di Saaron; 1931) для солистов, хора и оркестра, на основе библейской «Песни песней», опера «Грансеола» (итал. La Grançeola; 1932, по новелле Риккардо Баккелли), «Адриатическая сюита» для оркестра (1932). Политическое тяготение Луальди к фашизму и его колониальной экспансии нашло своё проявление в симфонической поэме «Африка» (1936) и балете «Лумавиг и молния» (итал. Lumawig e la Saetta; 1935), либретто для которого написал сын композитора Манер Луальди (названный именем главного героя его первой оперы «Свадьба Ауры»). В 1929—1939 гг. Луальди был депутатом Палаты депутатов Итальянского королевства, в 1939—1943 гг. состоял в Палате фасций и корпораций. Луальди также много ездил по миру, публикуя затем отдельными изданиями свои отчёты о «музыкальных путешествиях» — в том числе по Южной Америке (1932, книга 1934) и в СССР (1933, книга 1941). В 1940 г. он также опубликовал книгу «Искусство управления оркестром» (итал. L'arte di dirigere l'orchestra). В 1936—1943 гг. возглавлял Консерваторию Сан-Пьетро-а-Майелла в Неаполе, основал камерный оркестр консерватории, вместе с которым регулярно концертировал в Германии вплоть до 1945 г.
В послевоенный период репутация Луальди несколько пострадала в результате его сотрудничества с фашистским режимом. Тем не менее, в 1946 г. он написал музыку к фильму Артуро Джеммити «Монтекассино» — первому итальянскому кинофильму о Второй мировой войне, в 1947—1956 гг. он возглавлял Флорентийскую консерваторию. К поздним сочинениям Луальди относятся оперы «Луна над Карибским морем» (итал. La luna dei Caraibi; 1953, по пьесе Юджина О’Нила) и «Завещание Эвридики» (итал. Il testamento di Euridice; 1962). В поздний период Луальди много занимался переложениями старинной музыки, в числе прочего оркестровал для камерного оркестра «Искусство фуги» И. С. Баха. В 1955 году опубликовал автобиографию «Все живые» (итал. Tutti vivi).